# Gánh xiếc quái dị: Đệ tử Ma cà rồng
Gánh Xiếc Quái Dị: Đệ Tử Ma Cà Rồng là bộ phim được dựng lại theo 3 tập đầu tiên của series truyện "Những Câu Chuyện Kỳ Lạ Của Darren Shan" của tác giả Darren Shan. Bộ phim được thực hiện bởi đạo diễn Paul Weitz và được sản xuất và phát hành bởi hãng phim Universal Pictures.

## Nội dung
Câu chuyện bắt đầu, với 2 cậu bạn thân là Darren Shan và Steve Leonard. Darren luôn là 1 cậu học sinh giỏi với những điểm A, cậu cũng là 1 học sinh ngoan trong lớp và bố mẹ cùng thầy cô rất yêu quý cậu. Nhưng Steve luôn rủ rê Darren làm những trò quậy phá khiến bố mẹ của Darren rất bực mình và đã cấm không cho Darren chơi với Steve.
Rồi đến 1 ngày khi 2 người bạn thân đang đứng trò chuyện trước trường thì 1 tờ rơi được phát ra và đó tờ rơi quảng cáo cho buổi trình diễn Gánh Xiếc Quái Dị. Không cưỡng nổi sự tò mò, 2 cậu bạn đã rủ nhau cùng đi xem. Khi đến đó, 2 cậu cùng những vị khán giả khác được chiêm ngưỡng những màn biểu diễn độc đáo và kỳ dị của những diễn viên xiếc trong Gánh Xiếc. Và rồi đến màn trình diễn của ông Crepsley và Quý Bà Octa, Darren đã không cưỡng nổi sự ham muốn có được con nhện Quý Bà Octa (Darren mê những con nhện). Và thế là cậu ta đã ăn cắp con nhện. Trong khi đó Steve đến để xin ông Crepsley được làm ma cà rồng (Steve là 1 cậu bé rất muốn trở thành ma cà rồng), nhưng bị ông Crepsley từ chối và còn nói máu của Steve xấu nên cậu ta đem lòng căm thù ông Crepsley và thề sẽ có ngày giết ông. Ngày hôm sau, Steve phát hiện ra Darren có trong tay con nhện Quý Bà Octa, Steve đã tìm cách giết nó và bị nó cắn 1 phát. Điều đó đồng nghĩa Steve sẽ chết nếu không có thuốc giải. Và để có thuốc giải cứu Steve, Darren đã phải tìm ông Crepsley và lấy được thuốc cứu Steve, nhưng đồng nghĩa với việc Darren phải từ bỏ cuộc sống của con người để làm ma cà rồng nửa mùa và theo ông Crepsley để phụ giúp ông.
Sau đó Crepsley và Darren đã bàn kế hoạch về cái chết giả của Darren để cậu bé có thể hoàn toàn ra đi với ông Crepsley mà không bị nghi ngờ.
Sau đó, Darren được đưa về Gánh Xiếc Quái Dị, ở đây cậu làm việc cùng với những diễn viên trong gánh xiếc và giúp Crepsley chống lại phe ma cà chớp.

## Phân vai
Vampires (Phe ma cà rồng)
- John C. Reilly vai Larten Crepsley.
- Chris Massoglia vai Darren Shan[3].
- Willem Dafoe vai Gavner Purl[4].

Vampaneze (Phe ma cà bông)
- Josh Hutcherson vai Steve "Leopard" Leonard
- Ray Stevenson vai Murlough.[5][6][7]
- Brandon Molale vai Vampaneze.

Con người
- Morgan Saylor vai Annie Shan (em gái của Darren Shan)
- Don McManus vai Dermot Shan.
- Colleen Camp vai Angela Shan

Các thành viên trong Gánh Xiếc Quái Dị
- Salma Hayek vai Madame Truska.
- Orlando Jones vai Alexander Ribs (Alexander Xương Sườn).
- Ken Watanabe vai Hibernius Tall (Ông Cao).
- Jane Krakowski vai Corma Limbs.
- Patrick Fugit vai Evra Von (cậu bé rắn).[5]
- Jessica Carlson vai Rebecca (Không phải là nhân vật "Debbie Hemlock" - người mà Darren yêu như trong tiểu thuyết).
- Kristen Schaal vai Gertha Teeth.
- Frankie Faison vai Rhamus Twobellies.
- Jonathan Nosan vai Hans Hands.
- Tom Woodruff, Jr. vai Wolfman.
- Wayne Douglas Morgan vai Merman.

Nhân vật bí ẩn
- Michael Cerveris vai Desmond Tiny (Lão Bé).

## Hậu trường

### Sơ lược về tác giả và tiểu thuyếtNhững Câu Chuyện Kỳ Lạ Của Darren Shan
Năm 2000, tác giả Darren Shan (người Anh) đã giới thiệu cuốn tiểu thuyết đầu tiên của series truyện "Những Câu Chuyện Kì Lạ Của Darren Shan" (tiếng Anh: The Saga Of Darren Shan).
Với sự hóm hỉnh, mang phong cách kì lạ và sự hồi hộp kì bí. Series tiểu thuyết này được xuất bản tại hơn 37 quốc gia và được dịch ra hơn 30 thứ tiếng. Tác giả của tiểu thuyết Harry Potter - J.K. Rowling đã nhận xét và khen ngợi series truyện chứa những tình tiết hấp dẫn và lôi cuốn.

### Kế hoạch dựng phim từ tiểu thuyết
Tới năm 2005, nhà sản xuất Ewan Leslie đã giới thiệu series truyện của Darren Shan cho nhà làm phim Lauren Shuller Donner và bà đã bị cuốn hút bởi cuốn tiểu thuyết này.
Sau đó 2 người bắt đầu tìm kiếm đạo diễn để dựng từ tiểu thuyết thành phim, và rồi cả hai đều đồng ý tìm đến đạo diễn Paul Weitz (người thành công nhờ phim hài American Pie). Nhà làm phim Lauren Shuller Donner đã nói rằng: "Chuyển thể một cuốn tiểu thuyết lên màn ảnh rộng luôn là một thử thách khó khăn, nhưng khi bạn phải chuyển 3 cuốn tiểu thuyết vào trong một bộ phim, sự khó khăn sẽ tăng lên gấp 3. Bạn phải thiết lập tuyến nhân vật, tạo dựng thế giới và sau đó kể câu chuyện của bạn."
Về phần đạo diễn, bộ phim này là kiểu dự án mà ông mong được thực hiện: quy mô, hoành tráng, đen tối nhưng cũng hài hước không kém. Đối với Paul, trong quãng thời gian trưởng thành của mỗi người luôn có 1 điều gì đó để gợi lên quãng thời gian trưởng thành đó, tương tự như việc bạn bước vào 1 thế giới khác - nơi mà tốt và xấu không thể phân biệt. 
Và đối với đạo diễn Paul, câu chuyện của Darren Shan giống như 1 phép ẩn dụ của sự trưởng thành.

### Tuyển diễn viên & Xây dựng các nhân vật
Larten Crepsley
Diễn viên thủ vai ma cà rồng Crepsley là John C. Reilly - diễn viên nổi tiếng với các vai diễn hài hước. Đạo diễn Paul nói: "Crepsley cần phải khác thường và lập dị như vậy. Ông ta không giống hình ảnh một ma cà rồng truyền thống mà bạn vẫn thường tưởng tượng".
Để nhập vai vào nhân vật Larten Crepsley, Reilly đã đọc hết 12 tập của series truyện Darren Shan. Mục tiêu mà diễn viên Reilly đặt ra khi diễn vai này là không làm thay đổi những yếu tố quan trọng cần thiết trong cấu trúc thế giới của câu chuyện.
Darren Shan
Người thủ vai Darren là Chris Massoglia - một diễn viên trẻ (sinh năm 1992) chưa nổi danh lắm. Cũng như trước, khi làm phim American Pie, ông cũng chọn những nhân vật chưa được nổi tiếng lắm.
Steve "Leopard" Leonard
Josh Hutcherson - diễn viên thủ vai Steve Leonard. Josh có nhiều vai diễn hơn Chris Massoglia với vai chính trong "Bridge to Terabithia" và "Journey to the Center of the Earth". Trước giờ, Josh luôn nhận những vai diễn ngoan hiền, thì bây giờ Josh đã nhập vai vào 1 nhân vật ham muốn điên cuồng được làm ma cà rồng và khi không được như ý thì quay lại để theo phe ác.
Ông Cao
Người thủ vai Ông Cao, chủ Gánh Xiếc Quái Dị, là diễn viên người Nhật Ken Watanabe (diễn viên được khán giả phương Tây nhớ đến nhiều nhất qua vai diễn trong phim "The Last Samurai"). Ông Cao là 1 nhân vật đặc biệt - ông về thế trung lập giữa 2 phe ma cà rồng và ma cà chớp (Vampaneze).
Nhà sản xuất Leslie đã nói: "Bộ sách này cực kỳ ăn khách tại Nhật Bản, và Ken quả là một ngôi sao lớn ở đất nước này. Do đó tôi rất vui khi chúng tôi có thể vươn tới được lượng fan đông đảo ở nơi đây. Và vì Cirque là một gánh xiếc rong ruổi khắp nơi trên thế gian, các thành viên của nó cũng nên mang tính đa sắc tộc".

### Những chi tiết bị lược bỏ & khác đi so với sách
Chỉ với thời lượng phim ngắn ngủi và nội dung khá dài của 3 tập truyện khiến đạo diễn Paul đã phải lược bỏ đi khá nhiều chi tiết và có những chi tiết còn được làm khác đi so với sách:
1. Người bạn thân của Darren là Sam đã bị người sói giết đã bị lược bỏ đi.
2. Người chiến sĩ bảo vệ môi trường đã không có trong phim.
3. Trong phim, người đàn bà mọc râu Truska là bạn gái của Crepsley, trong khi đó trong truyện thì Truska có cảm tình với Darren.
4. Trong phim, cô bé Rebecca (người khỉ) và Darren thích nhau. Trong khi đó trong truyện thì cô bé có nước da nâu đen Debbie Hemlock mới là người thích Darren và là bạn gái của Darren.
5. Lúc Crepsley đào mộ của Darren đã được lồng với cảnh ma cà rồng đánh nhau với ma cà chớp.[8]

## Thời điểm công chiếu & Sức thu hút
Mặc dù Gánh Xiếc Quái Dị: Đệ Tử Ma Cà Rồng có những tình tiết hành động, kỹ xão, yếu tố kinh dị, tính căng thẳng nhiều hơn Trăng Non nhưng lại có doanh thu kém hơn và sức thu hút cũng giảm đáng kể bởi phim công chiếu trước Trăng Non 1 tháng nên khán giả chỉ chuẩn bị tâm lý để đón chào Trăng Non hơn là Gánh Xiếc Quái Dị: Đệ Tử Ma Cà Rồng. Và ở Trăng Non có dàn diễn viên nổi tiếng hơn và kịch bản có nhiều chi tiết lãng mạn hơn.